# Leichtathletik-Europameisterschaften 2012/Speerwurf der Frauen

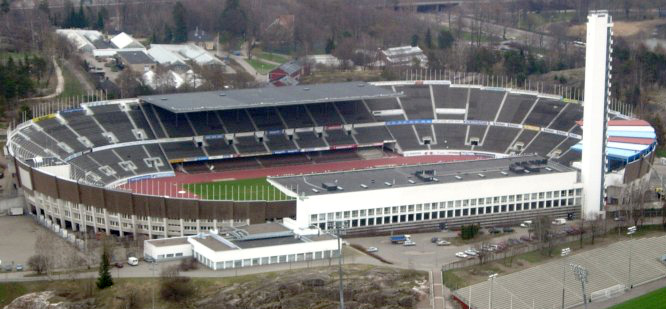
Das Olympiastadion in Helsinki

Der Speerwurf der Frauen bei den Leichtathletik-Europameisterschaften 2012 wurde am 27. und 29. Juni 2012 im Olympiastadion der finnischen Hauptstadt Helsinki ausgetragen.
In diesem Wettbewerb errangen die deutschen Speerwerferinnen mit Silber und Bronze zwei Medaillen. Europameisterin wurde Wira Rebryk aus der Ukraine. Ihren zweiten Platz von 2010 wiederholte die Olympiazweite von 2008, zweifache Vizeweltmeisterin (2005/2007) und WM-Dritte von 2011 Christina Obergföll. Dritte wurde die Titelverteidigerin Linda Stahl.

## Rekorde

### Bestehende Rekorde
| Weltrekord           | 72,28 m | Barbora Špotáková | Stuttgart, Deutschland  | 13. September 2008 |
| Europarekord         | 72,28 m | Barbora Špotáková | Stuttgart, Deutschland  | 13. September 2008 |
| Meisterschaftsrekord | 67,47 m | Mirela Manjani    | EM München, Deutschland | 8. August 2002     |

Der bestehende EM-Rekord wurde bei diesen Europameisterschaften nicht erreicht. Die größte Weite erzielte die ukrainische Europameisterin Wira Rebryk im Finale mit 66,86 m, womit sie 62 Zentimeter unter dem Rekord blieb. Zum Welt- und Europarekord fehlten ihr 5,42 m.

### Rekordverbesserung
Es wurde ein neuer Landesrekord aufgestellt:

66,86 m – Wira Rebryk (Ukraine), Finale am 29. Juni, fünfter Versuch

## Legende
Kurze Übersicht zur Bedeutung der Symbolik – so üblicherweise auch in sonstigen Veröffentlichungen verwendet:
| – | verzichtet |
| x | ungültig   |

## Qualifikation
27. Juni 2012, 13:45 Uhr
22 Wettbewerberinnen traten in zwei Gruppen zur Qualifikationsrunde an. Zwei von ihnen (hellblau unterlegt) übertrafen die Qualifikationsweite für den direkten Finaleinzug von 60,00 m. Damit war die Mindestzahl von zwölf Finalteilnehmerinnen nicht erreicht. Das Finalfeld wurde mit den zehn nächstplatzierten Sportlerinnen (hellgrün unterlegt) auf zwölf Werferinnen aufgefüllt. So reichten für die Finalteilnahme schließlich 56,67 m.

### Gruppe A

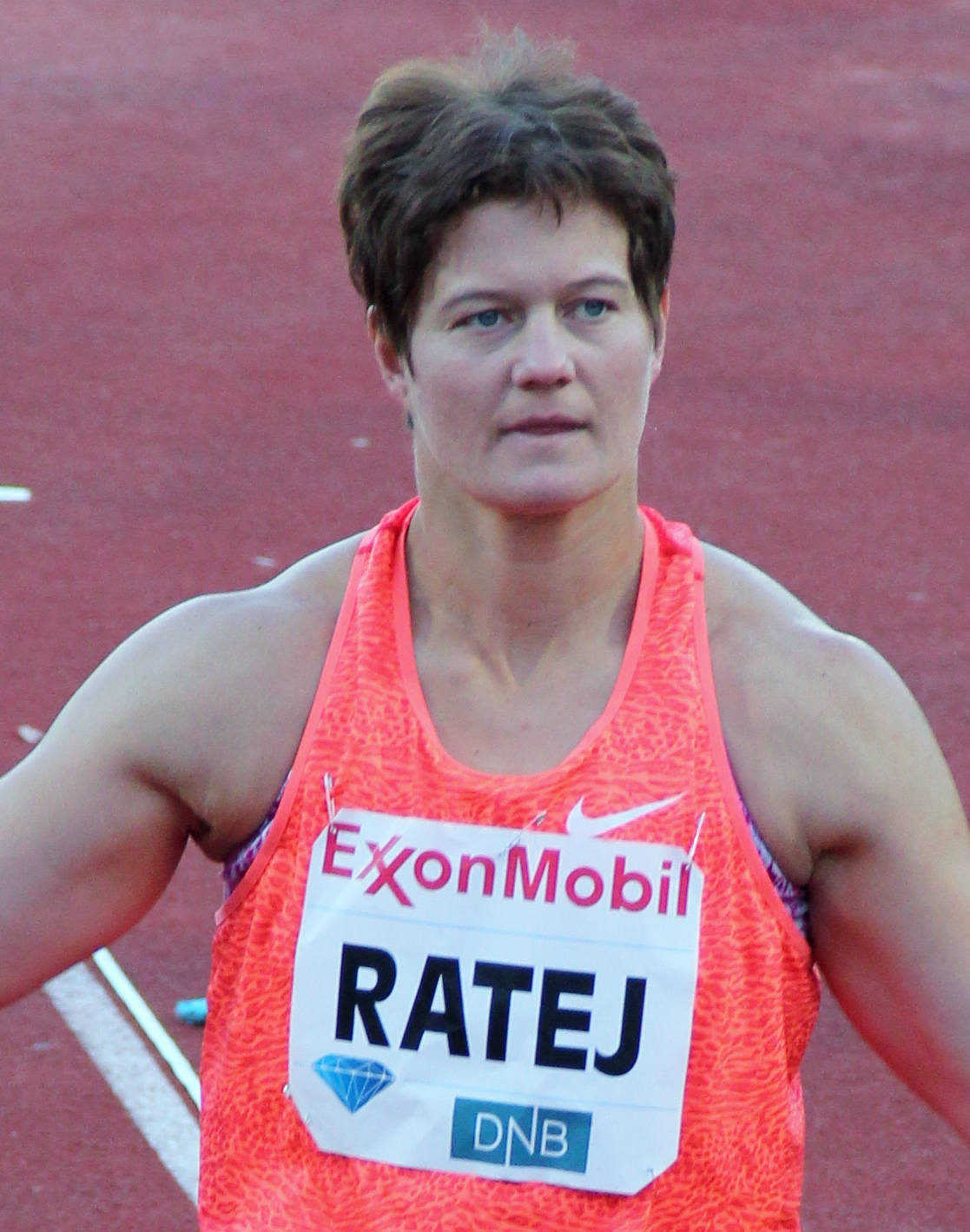
Martina Ratej hatte mit ihren 51,99 m keine Chance, im Finale dabei zu sein

| Platz | Name                 | Nation         | Resultat (m) | 1. Versuch (m) | 2. Versuch (m) | 3. Versuch (m) |
| 1     | Wira Rebryk          | Ukraine        | 61,84        | 61,84          | –              | –              |
| 2     | Katharina Molitor    | Deutschland    | 58,34        | 54,49          | 58,34          | x              |
| 3     | Savva Lika           | Griechenland   | 57,60        | 53,50          | 57,60          | x              |
| 4     | Madara Palameika     | Lettland       | 57,24        | 55,85          | 57,24          | 55,47          |
| 5     | Zahra Bani           | Italien        | 56,67        | 55,42          | 56,67          | 54,67          |
| 6     | Oona Sormunen        | Finnland       | 54,66        | x              | 52,13          | 54,66          |
| 7     | Indrė Jakubaitytė    | Litauen        | 54,39        | x              | 54,39          | x              |
| 8     | Raine Kuningas       | Estland        | 53,65        | 45,93          | 53,65          | x              |
| 9     | Laura Whittingham    | Großbritannien | 52,82        | 52,82          | x              | 50,70          |
| 10    | Martina Ratej        | Slowenien      | 51,69        | 51,69          | 50,77          | x              |
| 11    | Kristine Harutyunyan | Armenien       | 45,83        | 44,05          | 45,48          | 45,83          |

### Gruppe B

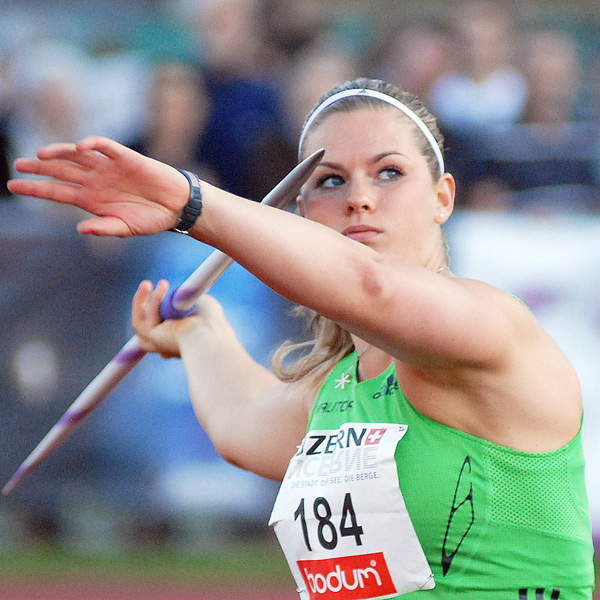
Ásdís Hjálmsdóttir schied mit 55,29 m in der Qualifikation aus

| Platz | Name                 | Nation         | Resultat (m) | 1. Versuch (m) | 2. Versuch (m) | 3. Versuch (m) |
| 1     | Goldie Sayers        | Großbritannien | 60,90        | 58,02          | 60,90          | –              |
| 2     | Linda Stahl          | Deutschland    | 59,65        | 56,50          | 57,59          | 59,65          |
| 3     | Christina Obergföll  | Deutschland    | 59,49        | 58,92          | 59,49          | x              |
| 4     | Sinta Ozoliņa-Kovale | Lettland       | 59,41        | 53,39          |                | 59,41          |
| 5     | Sanni Utriainen      | Finnland       | 58,70        | 57,52          | x              | 58,70          |
| 6     | Līna Mūze            | Lettland       | 57,51        | 57,51          | x              | 53,83          |
| 7     | Tatjana Jelača       | Serbien        | 57,29        | 57,29          | x              | 52,55          |
| 8     | Ásdís Hjálmsdóttir   | Island         | 55,29        | 55,29          | 52,25          | 54,54          |
| 9     | Nora Bicet           | Spanien        | 53,80        | 53,61          | x              | 53,80          |
| 10    | Vanda Juhász         | Ungarn         | 53,65        | 45,93          | 53,65          | x              |
| 11    | Maria Negoiţă        | Rumänien       | 51,96        | 51,02          | 51,96          | 48,07          |

## Finale

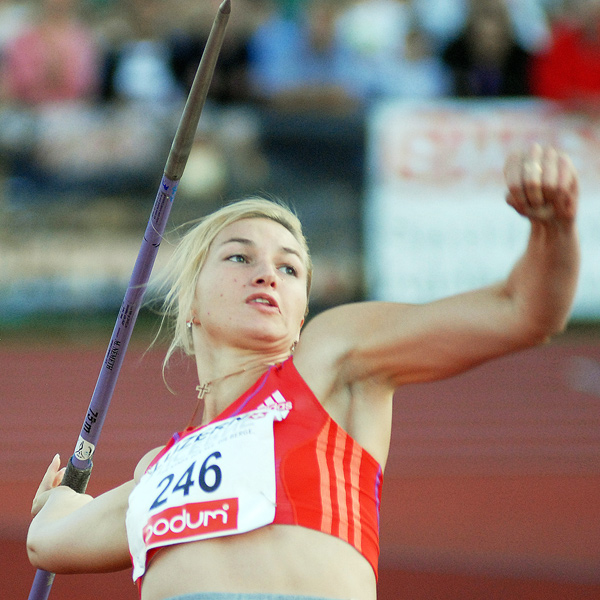
Wira Rebryk – Europameisterin mit ukrainischem Landesrekord

29. Juni 2012, 19:30 Uhr
| Platz | Name                 | Nation         | Resultat (m) | 1. Versuch (m) | 2. Versuch (m) | 3. Versuch (m) | 4. Versuch (m)                              | 5. Versuch (m)                              | 6. Versuch (m)                              |
| 1     | Wira Rebryk          | Ukraine        | 66,86 NR     | 57,04          | 63,44          | x              | 63,82                                       | 66,86                                       | 64,77                                       |
| 2     | Christina Obergföll  | Deutschland    | 65,12000     | 65,12          | x              | 63,53          | 64,55                                       | x                                           | 63,17                                       |
| 3     | Linda Stahl          | Deutschland    | 63,69000     |                | 63,47          | 58,53          | 59,29                                       | x                                           | 60.76                                       |
| 4     | Goldie Sayers        | Großbritannien | 63,01000     | x              | 63,01          | 60,34          | x                                           | 62,19                                       | x                                           |
| 5     | Katharina Molitor    | Deutschland    | 60,99000     | 59,85          | 60,99          | x              | 59,59                                       | x                                           | 58,89                                       |
| 6     | Sinta Ozoliņa-Kovale | Lettland       | 59,34000     | 59,34          | x              | 55,92          | x                                           | x                                           | 59,24                                       |
| 7     | Tatjana Jelača       | Serbien        | 57,58000     | 54,22          | 53,43          | 57,58          | 51,88                                       | 54,20                                       | 53,32                                       |
| 8     | Madara Palameika     | Lettland       | 56,82000     | x              | 50,21          | 56,82          | x                                           | 55,21                                       | x                                           |
| 9     | Savva Lika           | Griechenland   | 56,25000     | 53,84          | 54,83          | 56,25          | nicht im Finale der besten acht Werferinnen | nicht im Finale der besten acht Werferinnen | nicht im Finale der besten acht Werferinnen |
| 10    | Līna Mūze            | Lettland       | 55,60000     | 51,42          | 55,60          | 53,97          | nicht im Finale der besten acht Werferinnen | nicht im Finale der besten acht Werferinnen | nicht im Finale der besten acht Werferinnen |
| 11    | Sanni Utriainen      | Finnland       | 55,14000     | 52,57          | 53,79          | 55,14          | nicht im Finale der besten acht Werferinnen | nicht im Finale der besten acht Werferinnen | nicht im Finale der besten acht Werferinnen |
| 12    | Zahra Bani           | Italien        | 53,40000     | 53,40          | 53,05          | 53,33          | nicht im Finale der besten acht Werferinnen | nicht im Finale der besten acht Werferinnen | nicht im Finale der besten acht Werferinnen |

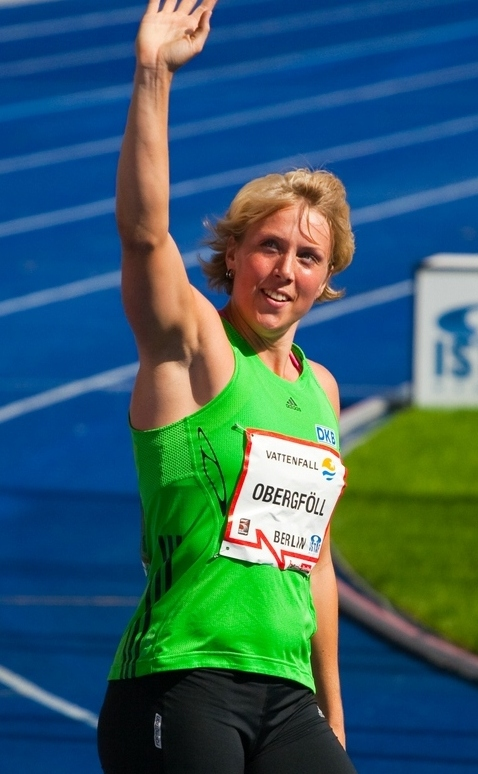
Christina Obergföll belegte wie so oft einen zweiten Platz – im kommenden Jahr schaffte sie die Wende und wurde Weltmeisterin
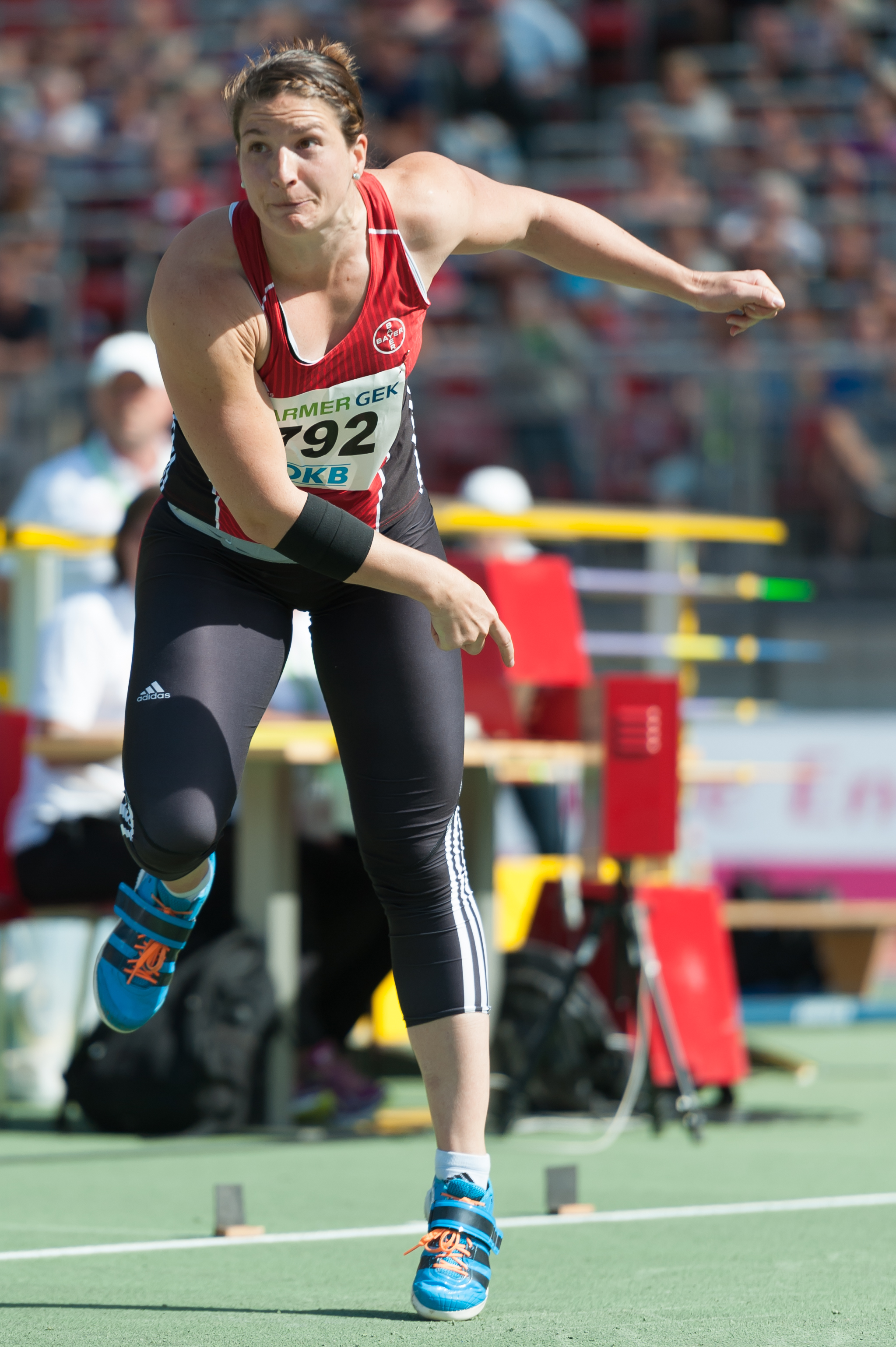
Bronze für Titelverteidigerin Linda Stahl
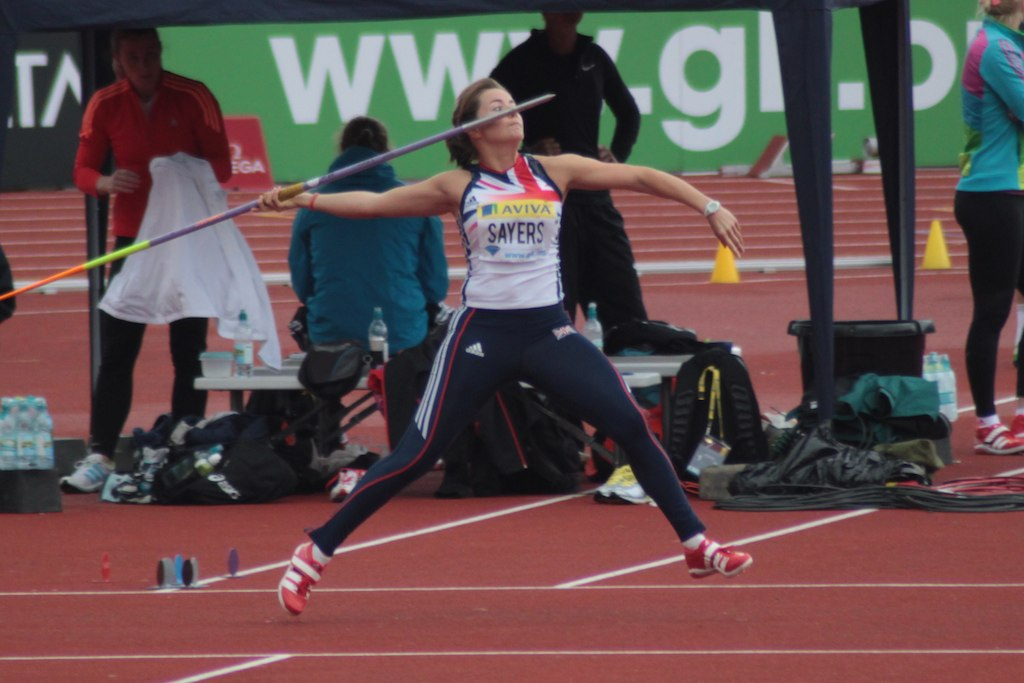
Goldie Sayers, Olympiadritte von 2008, wurde Vierte

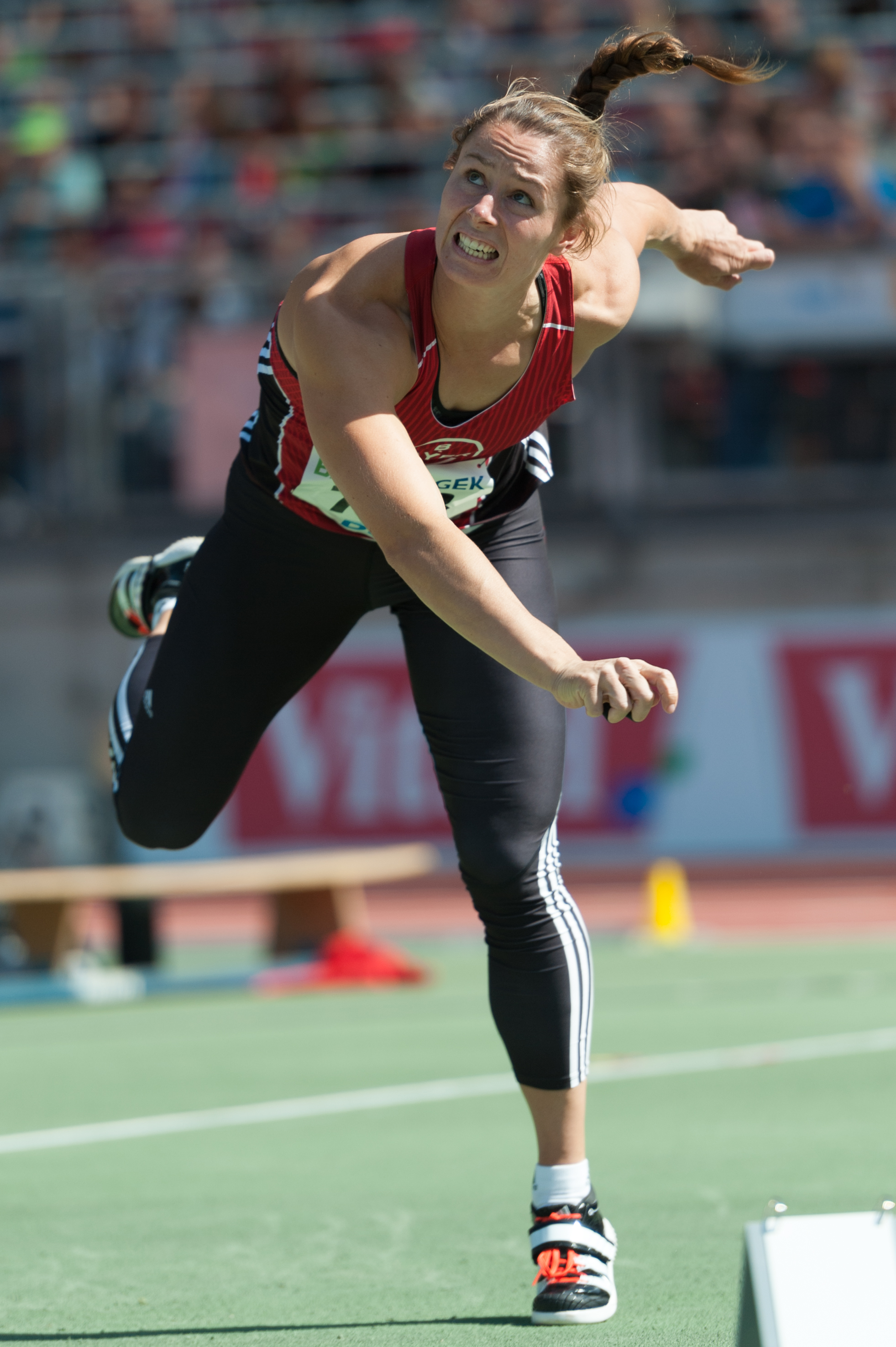
Katharina Molitor erreichte Platz fünf – 2015 wurde sie Weltmeisterin
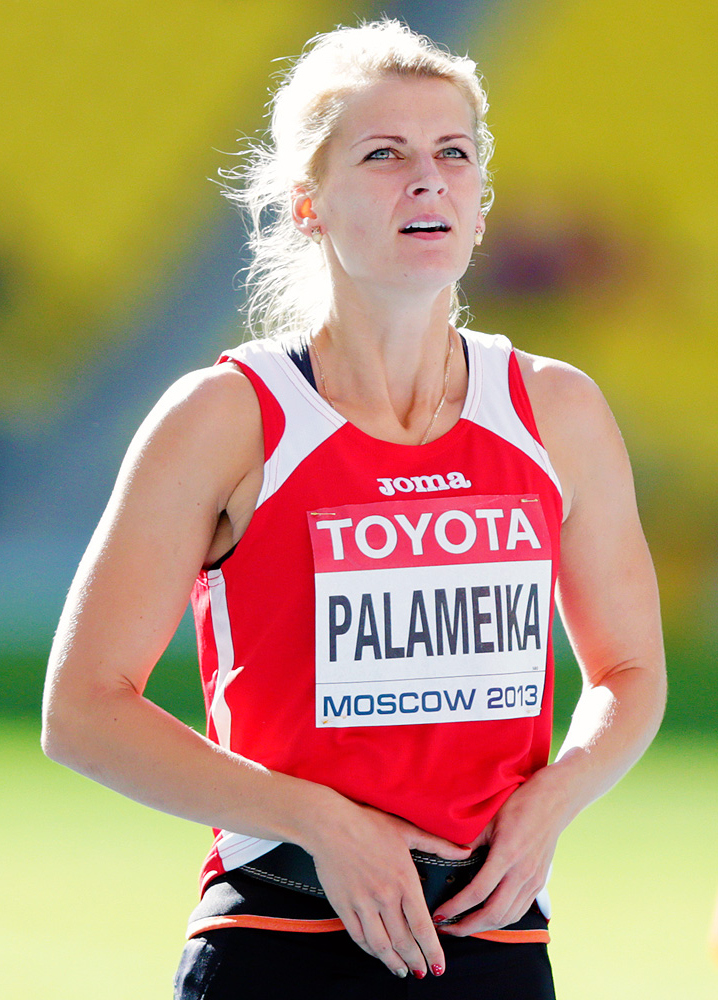
Madara Palameika kam auf den achten Platz
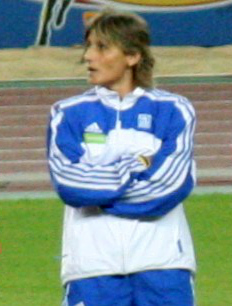
Savva Lika belegte Rang neun
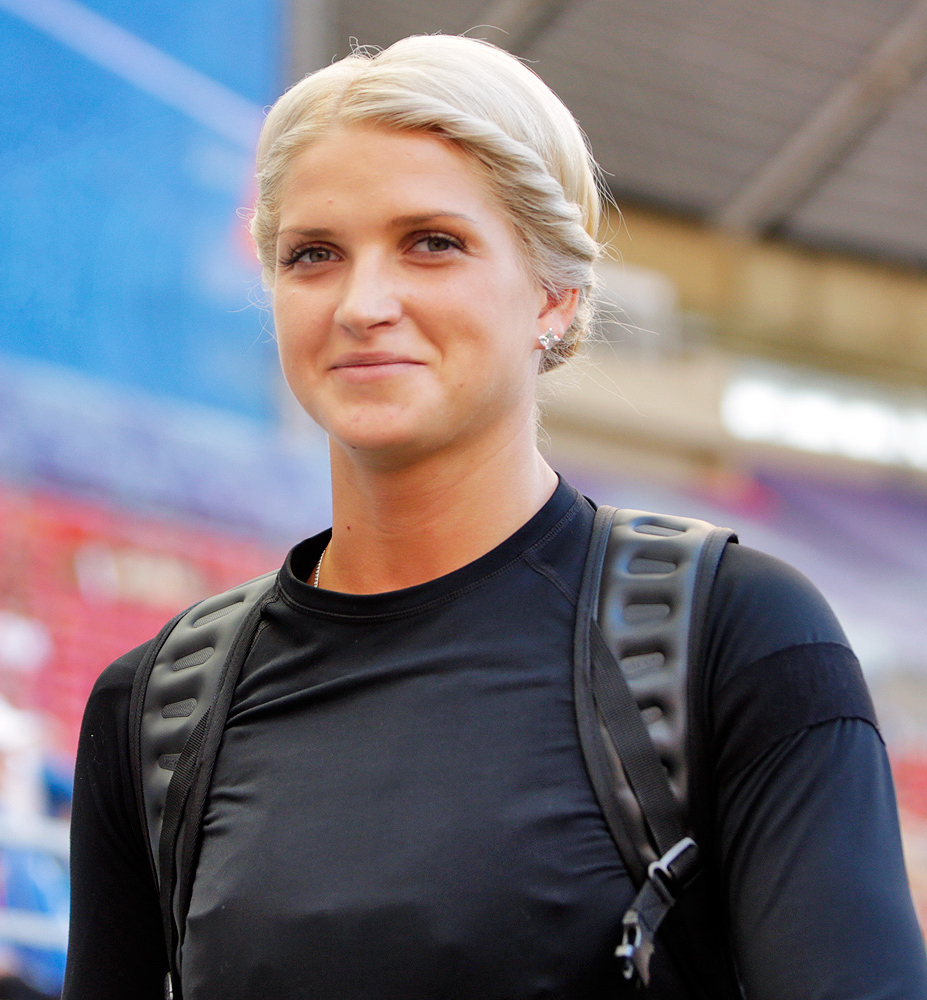
Līna Mūze – Rang zehn

## Videolinks
- European Athletics Championships Womens Javelin Throw Final, youtube.com, abgerufen am 6. März 2023
- 2012 European Athletics Championships Press Conference - Linda Stahl, Interview, youtube.com (englisch), abgerufen am 6. März 2023
- ECH2012 Helsinki Day 3 Christina OBERGFÖLL (GER), Interview, youtube.com (englisch), abgerufen am 6. März 2023